# بوجطاط (بني حذيفة)
بوجطاط هي إحدى مشيخات المملكة المغربية، تتبع جغرافيا لإقليم الحسيمة وإداريًا لبني حذيفة. يقدر عدد سكانها بـ 1652 نسمة حسب الإحصاء الرسمي للسكان والسكنى لسنة 2004.